# Bardsragujn chumb 1995/1996
Soutěžní ročník Bardsragujn chumb 1995/96 byl 4. ročníkem nejvyšší arménské fotbalové ligy. Svůj druhý titul vybojoval tým FC Pjunik Jerevan.

## Tabulka
| Poř. | Tým                 | Z  | V  | R | P  | VG | OG | B  |
| ---- | ------------------- | -- | -- | - | -- | -- | -- | -- |
| 1.   | FC Pjunik Jerevan   | 22 | 19 | 3 | 0  | 71 | 14 | 60 |
| 2.   | FC Širak Gjumri     | 22 | 16 | 3 | 3  | 67 | 23 | 51 |
| 3.   | FC Jerevan          | 22 | 13 | 5 | 4  | 43 | 24 | 44 |
| 4.   | FC Ararat Jerevan   | 22 | 12 | 3 | 7  | 58 | 28 | 39 |
| 5.   | Cement Ararat       | 22 | 12 | 3 | 7  | 57 | 33 | 39 |
| 6.   | FC Kotajk Abovian   | 22 | 11 | 3 | 8  | 31 | 33 | 36 |
| 7.   | Karabach Jerevan FC | 22 | 8  | 5 | 9  | 29 | 28 | 29 |
| 8.   | FC Van Jerevan      | 22 | 7  | 3 | 12 | 42 | 42 | 24 |
| 9.   | Homenmen Jerevan FC | 22 | 6  | 3 | 13 | 30 | 52 | 21 |
| 10.  | FC Zangezour Goris  | 22 | 5  | 2 | 15 | 26 | 60 | 17 |
| 11.  | Aragac FC           | 22 | 4  | 3 | 15 | 35 | 89 | 15 |
| 12.  | Aznavour FC         | 22 | 0  | 2 | 20 | 19 | 82 | 2  |

|  | Vítěz ligy              |
|  | Zápas o udržení         |
|  | Sestup do Aradżin chumb |

### Zápas o udržení
| Datum          | Město   | 11. místo v Bardsragujn chumb | Výsledek | 2. místo v Aradżin chumb | Poznámka                            |
| -------------- | ------- | ----------------------------- | -------- | ------------------------ | ----------------------------------- |
| 8. červen 1996 | Jerevan | Aragac                        | 3 : 2    | BKMA Jerevan             | Aragac sestoupil z nejvyšší soutěži |

## Vítěz
| Bardsragujn chumb 1995/96 FC Pjunik Jerevan (2. titul) |